# Tricholoma resplendens
Espèce
Tricholoma resplendens est une espèce de champignons du genre des Tricholomes. On le trouve en Europe et en Amérique du Nord. Il a été décrit sous le nom Agaricus resplendens par Elias Magnus Fries en 1857, avant d’être transféré dans le genre Tricholoma par Petter Adolf Karsten en 1876.